# Akiko Kawase (natation synchronisée)
Pour les articles homonymes, voir Akiko Kawase.
Akiko Kawase (川瀬 晶子, Kawase Akiko), née le 13 juillet 1971 à Tokyo, est une nageuse synchronisée japonaise.

## Carrière
Lors des Jeux olympiques de 1996 à Atlanta, Akiko Kawase remporte en ballet avec Miya Tachibana, Junko Tanaka, Rei Jimbo, Miho Takeda, Mayuko Fujiki, Kaori Takahashi, Raika Fujii, Riho Nakajima et Miho Kawabe la médaille de bronze olympique.